# 我們撞到外星人
《我們撞到外星人》（英語：Paul）是一部2011年英美合拍的科幻公路喜劇片。由格雷格·莫托拉執導，賽門·佩吉和尼克·佛洛斯特共同撰寫劇本。故事描述兩位來自英格蘭的科幻極客来到美國，進行前往51區的公路旅行，但卻在中途意外地遇見了一名講話低俗且愛好菸酒的外星人，兩人于是帶著該名外星人躲避聯邦調查局的追殺，好讓牠順利回到其家鄉。該片由佩吉與佛洛斯特饰演兩名極客，而外星人則由塞斯·羅根配音，其他演員包括傑森·貝特曼、克莉絲汀·薇格、比爾·哈德、布萊絲·丹娜、約翰·卡羅·林區及雪歌妮·薇佛。
其故事由佩吉與佛洛斯特共同構思，為了寻找灵感，两人还親自前往美國進行了一趟公路旅行。該片主要在新墨西哥州的沙漠中進行拍攝。片中還參考及惡搞了許多的科幻電影，特別是史蒂芬·史匹柏的作品，以及其他一些深受科幻迷喜爱的電影。
該片2011年2月14日由環球影業發行於英國，3月18日于美国上映。《我們撞到外星人》製作成本约4000万美元，在全球獲得了9800萬美元的成功票房。該片在影評界則獲得了褒貶不一的評價，其中以正面居多。影評人大多稱讚了电影中演員的表現、喜劇效果及對各知名作品的致敬，但也有人認為故事的方向有些失焦、老套且缺乏野心。

## 劇情
插畫家葛拉姆·威利及科幻作家克萊夫·高林斯是來自英格蘭的動漫迷兼好友，兩人前往美國參加一年一度的聖地牙哥國際動漫展並租了一輛露營房車，以沿著美國西南部進行觀光幽浮目擊地的公路旅行（終點為51區）。晚上在偏遠的沙漠公路上行駛時，他們在一間餐館中與兩名鄉巴佬產生了緊張的氣氛而急忙離開。之後，葛拉姆和克萊夫在路上發現一輛行駛不穩的車在他們面前翻覆。他們停下來查看並打算幫助駕駛，但卻發現那名駕駛竟是一位名為保羅的外星人。克萊夫為此昏了過去，而葛拉姆則同意協助保羅並給其一個機會相信他。
不久後，聯邦調查局探員佐伊爾到達車禍現場並通知他看不見面貌的女上司「大老闆」，並打算追蹤保羅；與此同時，大老闆還派了兩名靠不住的新人探員哈賈德及歐萊利來協助佐伊爾。
克萊夫在房車中醒來，並打算殺了保羅直到葛拉姆叫他冷靜下來。保羅告訴他們，政府將他們族人的外貌散布在大眾文化上，以防如果有人遇見他們的族人才不會造成恐慌。他們後來在一對基督教基要主義父女檔所經營的RV公園過夜，對方分別為獨眼的露絲·巴格斯和她的父親摩西。隔天，當露絲發現保羅時，三人被迫帶著她離開。在激烈的辯論中，保羅說服露絲得質疑她的信仰，且利用自己的治療能力來治好露絲失明的左眼。一行人在一間酒吧停下來，露絲試圖打電話給摩西，但該電話被佐伊爾等人攔截。在她被餐館的兩名鄉巴佬搭訕後，隨之而來的是一場酒吧大戰。兩名鄉巴佬在看見保羅後馬上昏了過去。到了白天，一行人停在另一個房車公園；當露絲被佐伊爾盤問時聲稱對「獨眼女孩」或「兩名英國書呆子」一無所知。不久後，保羅在一間動漫商品店被歐萊利和哈賈德發現，葛拉姆和露絲及時找到克萊夫與保羅，一行人勉強逃脫。而得知目標是個外星人的哈賈德及歐萊利則被佐伊爾命令返回基地。
葛拉姆及克萊夫一行人在搶完一家煙火賣場後很快就到了老婦人塔拉的房子中；在六十年前，當保羅於地球上墜毀並壓死了當時還是小女孩的塔拉所養的狗（「保羅」一名的原主人），但在救了保羅後因沒有人相信她的故事而使自己長年遭受欺負和漠視，而保羅則被政府機關帶走。當塔拉要請他們喝茶時，哈賈德、歐萊利及佐伊爾包圍了這間房子。當一行人帶著塔拉逃亡時，歐萊利打算朝他們射擊，但也因此點燃了塔拉爐子的瓦斯而摧毀了她的房子，而歐萊利也被認為死亡。哈賈德在對也打算追擊的摩西開槍後獨自追上了葛拉姆及克萊夫一行人的車，但卻因判斷錯誤而開入懸崖並在爆炸中喪生。另一方面，佐伊爾向大老闆保證，他將在一小時內得到保羅，但她厭倦了等待並表示自己已採取了軍事行動。
保羅、葛拉姆、克萊夫、露絲和塔拉抵達了魔鬼塔國家紀念區並用煙火來作為保羅母艦的信號。此時，一架直昇機突然與大老闆及幾名探員現身；而佐伊爾則及時擊倒了探員們，但被大老闆打傷。原來，佐伊爾是保羅的朋友，他試圖在捕獲外星人的幌子下幫助保羅逃跑。眾人開始和大老闆展開纏鬥，最後由塔拉的一拳而打暈她。與此同時，因胸口的經書而生還的摩西抵達現場並用散彈槍企圖殺死保羅，但被葛拉姆阻擋而中槍死去。雖然對自己有危險性，但保羅仍再一次利用他的治療能力救活了葛拉姆。醒來後的葛拉姆和露絲承認他們彼此的感情並接吻，但大老闆隨後恢復了意識，並持槍對準眾人。但未料，她被突然抵達的宇宙飛船壓死。保羅向他的朋友們告別，並給塔拉提供了一個與他同行的機會，承諾在毀了她的童年並不小心殺死她的狗後會給她一個新的生活。當眾人揮手告別後，外星飛船消失於天際。
兩年後，葛拉姆、克萊夫、露絲、佐伊爾及歐萊利（在爆炸中倖存）參與了動漫展，而葛拉姆及克萊夫則在展上推廣他們最暢銷的新小說《保羅》。

## 演員
- 賽門·佩吉飾演葛拉姆·威利（Graeme Willy）[9][10]：來自英格蘭的極客兼插畫家。
- 尼克·佛洛斯特飾演克萊夫·高林斯（Clive Gollings）[9][10]：來自英格蘭的極客兼科幻作家。
- 塞斯·羅根飾演保羅（Paul，配音兼動作捕捉）[10][11]：語氣粗俗且愛好吸菸的外星人，在從美國政府手中逃脫後企圖回到母星。
- 傑森·貝特曼飾演特別探員羅倫佐·佐伊爾（Special Agent Lorenzo Zoil）[10][12]：聯邦調查局探員，奉命追蹤著保羅。
- 克莉絲汀·薇格飾演露絲·巴格斯（Ruth Buggs）[10][12]：基督教基要主義者，與父親經營著一間RV公園（英语：RV park）。
- 比爾·哈德飾演哈賈德探員（Agent Haggard）[10][12]：聯邦調查局的新人探員。
- 布萊絲·丹娜（英语：Blythe Danner） 飾演塔拉·華爾頓（Tara Walton）[10]：保羅過去的恩人和朋友。
- 喬·洛·特魯格里奧飾演歐萊利探員（Agent O'Reilly）[10]：哈賈德的搭檔兼極客。
- 約翰·卡羅·林區飾演摩西·巴格斯（Moses Buggs）[10]：露絲的父親。
- 雪歌妮·薇佛飾演「大老闆」（"The Big Guy"）[10][13]：聯邦調查局負責人，佐伊爾的上司，企圖殺死保羅。

其中，傑森·貝特曼將自己的角色形容為「誇張的討厭鬼」，並表示佐伊爾一角是參考自電影《午夜狂奔》（1988年）中的耶佛·哥圖及《絕命追殺令》（1993年）中的湯米·李·瓊斯。該角色的名字則是取自1992年電影《羅倫佐的油》。而雪歌妮·薇佛在接受葛雷漢·諾頓採訪時表示：「這是獻給科幻粉絲的一封情書。我抓住機會參與其中，找一部同樣向科幻致敬的喜劇是夢想的成真。」
喜劇演員珍·林奇在片中飾演了餐館的老闆帕特·史蒂文斯（Pat Stevens），而同樣在餐館中現身的鄉巴佬搭檔葛斯（Gus）及傑克（Jake）則分別由大衛·柯屈納與傑西·普萊蒙飾演。傑夫·泰爾在片中飾演受到兩名主角崇拜的著名科幻作家亞當·夏多查爾德（Adam Shadowchild）。
著名導演史蒂芬·史匹柏在接受了身為粉絲的佩吉和佛洛斯特的建議後，他在《我們撞到外星人》中以聲演的方式作客串；在片中，1980年的史匹柏透過揚聲器的另一端向保羅攝取關於《E.T.外星人》（1982年）的創作靈感。此外，漫畫家羅伯特·柯克曼及漫畫《無敵俠》的共同創作者柯瑞·沃克、藝術家萊恩·奧特里則客串了大老闆身旁的手下。

## 文化指涉
身為流行文化及科幻粉絲的賽門·佩吉和尼克·佛洛斯特在《我們撞到外星人》的部份台詞及橋段中致敬或惡搞了許多知名娛樂作品，包括《星際大戰》經典三部曲（1977年至1983年）、《異形2》（1986年）、《魔繭》（1985年）、《外星戀》（1984年）、《魔鬼總動員》（1990年）、《終極戰士》（1987年）、《福祿雙霸天》（1980年）、電視劇《X檔案》（1993年至2018年）和《星際爭霸戰》（1966年至1969年），以及導演史蒂芬·史匹柏的作品《第三類接觸》（1977年）、《印第安納瓊斯》系列（1981年至2008年）、《回到未來》系列（1985年至1990年）、《E.T.外星人》（1982年）與《大白鯊》（1975年）等。

## 製作

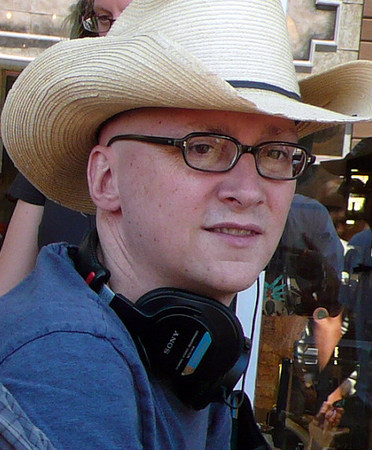
格雷格·莫托拉於2009年7月在《我們撞到外星人》的片場。

《我們撞到外星人》的故事靈感是由英國演員賽門·佩吉和尼克·佛洛斯特於2003年所發想，當時他們正在拍攝艾德格·萊特執導的《活人甡吃》（2004年）；在兩人又參與了同導演的《終棘警探》（2007年）後，因萊特相當忙碌，所以佩吉及佛洛斯特決定將他們共同撰寫的《我們撞到外星人》交由美國籍導演格雷格·莫托拉來執導，且在開始研究《菜鳥新人王》（2009年）前的莫托拉就對《我們撞到外星人》很感興趣。為了幫助創作劇本，佩吉與佛洛斯特在美國各地進行了自己的公路旅行，並將在旅行中發生的事情寫入劇本中。據莫托拉的說法，該片在經濟大衰退前不久就已確定投入製作，如果製作被延期，那該片可能不會拍成。
該片的主要拍攝大多在新墨西哥州的沙漠中進行，於2009年9月9日結束，約花了50天；2010年7月，劇組於阿布奎基的展覽館取景，並布置得像是2010年聖地牙哥國際動漫展一樣。在拍攝期間，演員喬·洛·特魯格里奧是CGI角色——外星人保羅（Paul）的替身，而塞斯·羅根則在前期製作時擔任了部份的動作捕捉，並在後期製作中為該角配音；此外，片中的演員都是以「與空氣說話的方式」來和保羅對戲，且其特效皆由英國特效公司雙重否定負責。
片中出現的虛構漫畫之封面是由另類漫畫藝術家丹尼爾·克勞伊繪製。而克萊夫（佛洛斯特飾演的角色）的科幻小說之封面則由傑森·布拉斯希爾及吉姆·默瑞（Jim Murray）所繪製，他們自電視劇《屋事生非》以來就常和佩吉與佛洛斯特合作。

## 音樂
《我們撞到外星人》的電影配樂作曲由大衛·阿諾德負責，且除了阿諾德的配樂外，片中還穿插了許多著名的70年代流行及搖滾樂。在英國，電影原聲帶於2011年2月21日由環球唱片旗下的Hip-O發行，而美國則於2011年3月15日發行。
| 曲目列表 | 曲目列表                                                            | 曲目列表                                    | 曲目列表                   | 曲目列表 |
| 曲序     | 曲目                                                                | 作曲                                        | 演出者                     | 时长     |
| -------- | ------------------------------------------------------------------- | ------------------------------------------- | -------------------------- | -------- |
| 1.       | Paul Opening Title                                                  |                                             | 大衛·阿諾德                | 1:56     |
| 2.       | Another Girl, Another Planet（出自1978年專輯《奇葩合唱團》）        | 彼得·佩雷特                                 | 奇葩合唱團                 | 3:00     |
| 3.       | Road Trip Number 1                                                  |                                             | 大衛·阿諾德                | 0:57     |
| 4.       | Just the Two of Us                                                  | 比爾·威瑟斯、雷夫·麥唐諾、威廉·薩爾特爾（William Salter） | 比爾·威德斯和小格佛·華盛頓 | 3:57     |
| 5.       | Passport                                                            |                                             | 大衛·阿諾德                | 1:18     |
| 6.       | Road Trip Number 2                                                  |                                             | 大衛·阿諾德                | 1:34     |
| 7.       | Flying Saucers Rock 'N' Roll（1957年單曲）                          | 哈羅德·雷·史考特（Harold Ray Scott）                        | 比利·李·雷利               | 2:02     |
| 8.       | Window Shopping                                                     |                                             | 大衛·阿諾德                | 0:51     |
| 9.       | Hello It's Me（出自1972年專輯《Something/Anything?》）              | 托德·朗德格倫                               | 托德·朗德格倫              | 4:20     |
| 10.      | End of the Road Trip                                                |                                             | 大衛·阿諾德                | 1:38     |
| 11.      | Dancing in the Moonlight（出自1973年專輯《月光下跳舞》）            | 薛曼·凱利（Sherman Kelly）                               | 金·哈佛斯特                | 2:56     |
| 12.      | Campfire Confession                                                 |                                             | 大衛·阿諾德                | 1:24     |
| 13.      | Got to Give It Up（出自1977年專輯《Live at the London Palladium》） | 馬文·蓋伊                                   | 馬文·蓋伊                  | 6:01     |
| 14.      | A Little Talk with Paul                                             |                                             | 大衛·阿諾德                | 1:21     |
| 15.      | I Chase the Devil（出自1976年專輯《War ina Babylon》）              | 李·派瑞、馬克斯·羅梅奧                      | 馬克斯·羅梅奧              | 3:22     |
| 16.      | Chase                                                               |                                             | 大衛·阿諾德                | 1:18     |
| 17.      | Cantina Band                                                        | 約翰·威廉斯                                 |                            | 3:42     |
| 18.      | You Gotta Try                                                       |                                             | 大衛·阿諾德                | 2:51     |
| 19.      | 1st Contact                                                         |                                             | 大衛·阿諾德                | 1:17     |
| 20.      | Planet Claire（出自1979年專輯《The B-52's》）                       | 佛瑞德·施奈德、基斯·史特里克蘭              | The B-52's                 | 4:33     |
| 21.      | Goodbye (It's a Little Awkward)                                     |                                             | 大衛·阿諾德                | 4:42     |
| 22.      | All Over the World（出自1980年原聲帶《仙納度的狂熱》）              | 傑夫·琳恩                                   | 電光交響樂團               | 4:05     |
| 总时长： | 总时长：                                                            | 总时长：                                    | 总时长：                   | 59:11    |

## 發行
《我們撞到外星人》的首支預告片2010年10月18日在網上釋出；在此前，該片也於該年度的聖地牙哥國際動漫展上作宣傳並釋出先行片段。2011年2月7日，《我們撞到外星人》在英國倫敦進行全球首映。該片由環球影業定於2011年2月14日在英國上映，而美國則於2011年3月18日上映。《我們撞到外星人》被美國電影協會評為「R級」。
該片2011年6月13日在英國發行DVD及藍光，2011年8月9日在北美推出。藍光的額外收錄還額外包括了該片的未評級版本（比原始院線版本多了6分鐘）、約40分鐘的製作紀錄片、共八項的電子版新聞包，以及一部可供下載的電影數位拷貝片。

## 反響

### 評價
《我們撞到外星人》整體獲得的評價褒貶不一但仍以正面居多。在爛番茄網站上，該片根據200篇評論而持有71%的新鮮度，平均得分6.3 / 10；該網站的共識是：「這並非是佩吉和佛洛斯特的最佳作品，但《我們撞到外星人》是個友善的娛樂、具有星際玩弄的公路旅行喜劇，雖然參差不齊。」而在Metacritic網站上，該片根據37篇評論，則獲得了57分，這代表著「好壞平均參雜的評價」。據CinemaScore調查，觀眾的評價在A+至F間落於「B+」。
《帝國》的克里斯·休伊特（Chris Hewitt）從滿分五顆星中給了《我們撞到外星人》四顆星的好評，並在評論中表示：「比《活人甡吃》或《終棘警探》更大眾、更平易近人，《我們撞到外星人》是純正的佩吉和佛洛斯特——聰明、厚顏無恥且非常非常有趣。你永遠再也不會以同樣的眼光來看待《E.T.外星人》。」《SFX》的喬丹·法利（Jordan Farley）也從滿分五顆星中給了該片四顆星的好評，他在評論中寫道：「除了極客核心觀眾之外，電影改變的方向令人較為疏遠（並非雙關語），[雖然]對主流大眾更明顯的讓步[是]從未足以讓電影的一分鐘式笑點脫軌」；法利還將其稱之為「視覺效果上的征服、令人信服的塑造及壞品味的幽默。」Common Sense Media網站的傑弗瑞·M·安德森（Jeffrey M. Anderson）給予《我們撞到外星人》17歲以上的評級並從滿分五顆星中給了它三顆星的評價，他將其稱之為「歡樂愚蠢的科幻喜劇有著性交、藥物幽默。」
IGN網站的克里斯·堤利（Chris Tilly）在評論中寫道：「賽門·佩吉和尼克·佛洛斯特在這部科幻喜劇中諷刺了從《星際大戰》到《E.T.外星人》中所有的一切...就像佩吉與佛洛斯特以前的電影一樣，這是個衍生的產物，其情節類似於過去的無數科幻電影；向善意致敬並溫和地惡搞。」但該網站的丹尼爾·克魯帕（Daniel Krupa）在對該片英國藍光版的評價則沒那麼好，他表示：「不同於佩吉和佛洛斯特以往的合作——《活人甡吃》與《終棘警探》——《我們撞到外星人》並不大方地鼓勵重複觀看。這並非說它根本就是部糟糕的電影；它有著強力的核心提要，其中包括了許多電影、可愛的核心角色、奇怪的想法（事實證明，保羅啟發了1950年後所有科幻的主要作品，從《第三類接觸》到《X檔案》並直接與史蒂芬·史匹柏合作），以及一些真正的笑料，但它永不會令人感到是一部更大、更有趣電影的草圖。」同樣是在上，其美國藍光版的評論家R·L·薛佛（R. L. Shaffer）則將《我們撞到外星人》與《驚爆銀河系》（1999年）作比較並在評論中寫道：「富有層次及聰明的敬意，一名令人耳目的原創外星英雄、令人愉快的娛樂性角色及來自我們主演與他們配角們的出色表現。」
相反地，《衛報》的彼得·布萊德蕭從滿分五顆星中僅給了該片兩顆星，並將其稱為「愚笨、愚蠢的親切碎片」，展現出「自我放縱」且有著「真正的噱頭明顯不足」。《金融時報》的奈傑爾·安德魯斯（Nigel Andrews）則從滿分五顆星僅給了該片一顆星，他將其形容為「搖搖欲墜的外星人鬧劇」。《獨立報》的約翰·華許（John Walsh）和布萊德蕭也給了該片兩顆星，並在評論中寫道：「佩吉像往常一樣可愛、佛洛斯特比平常更加笨拙，而克莉絲汀·薇格則是從猛捶聖經的人到假小子的吸引人之轉變」，並認為「有時候，巧妙的構思的背後是他們的腦袋——就像《我們撞到外星人》在過去的30年中一直是所有科幻題材和不明飛行物倡議背後的大腦一樣，包括《第三類接觸》及《X檔案》——但他們很快又回到了電影吵鬧戲謔的默認設定中，並確信『口交』這個詞總會獲得一陣笑聲。」
《芝加哥太陽報》的影評人羅傑·伊伯特從滿分四顆星中給了《我們撞到外星人》兩顆星半的兩極評價，並將其稱之為「電影在真正相當不錯的邊緣搖搖欲墜並失去了方向。我不確定到底出了什麼問題，但你能看到它可能做得很好。」《紐約時報》的影評人曼諾拉·達吉斯則表示：「聽起來很親切、愚蠢且按人口統計學來設計（為所有粉絲男孩和女孩們歡呼），《我們撞到外星人》既是一部好友電影也是一部關於自我（和其他）探索的經典美國公路電影，在基督教基要主義中穿插著咒罵和一些令人吃驚（特別是對於一間大片商所發行的片而言）的戳破...這部電影有其吸引人的地方，特別是佩吉先生和佛洛斯特先生（當然還有貝特曼先生），其韌性、（非電腦）動畫和坦率都是為喜劇而創造的。」但他也指出《我們撞到外星人》存在著部份問題，如高曝光度的塞斯·羅根無論多麼搞笑，但他所說出來的言語太令人熟悉且容易預料；達吉斯認為該片在概念上看起來很棒，但卻不是特別有趣或令人驚訝，這與近期在美國大銀幕上的幾部喜劇相比沒有多大的差別。

### 票房
《我們撞到外星人》在英國的總票房為2332萬美元，而在美國取得3741萬美元，全球票房總計9800萬美元；對比其4000萬美元的製作預算來說可謂成功。
在英國，該片於情人節上映並在首映當天獲得了160萬英鎊（包括先行場的52.8萬英鎊），其首週共獲得了552萬英鎊的票房（約890萬美元），位居當週票房冠軍，表現優異。許多業內的觀察家認為，片中令人不快的外星人情節使女性觀眾有所抗拒，而讓該片成為在該節日中難以推廣的東西。直至第三週（3月1日），《我們撞到外星人》才退居亞軍。
《我們撞到外星人》在美國首週於2802間戲院上映，並在首映當天獲得了450萬美元，表現平庸。但據環球影業表示，該片的製片商將所有資金都集中到了海外，且在英國和法國以「令人難以置信」的數字而共取得了2810萬美元的國際票房收入，在該週末的全球票房收入為4130萬美元，這已收回了成本。該片在美國首週獲得了1320萬美元，位居當週票房排名第五。美國首映的同時，該片也相繼在海外市場上的53個國家上映。

## 獎項
| 年份 | 獎項                     | 類別                         | 得獎者或提名者                                             | 結果 | 來源   |
| ---- | ------------------------ | ---------------------------- | ---------------------------------------------------------- | ---- | ------ |
| 2011 | 國家電影獎               | 最佳喜劇                     | 《我們撞到外星人》                                         | 獲獎 | [ 63 ] |
| 2011 | 國家電影獎               | 年度演出                     | 尼克·佛洛斯特、賽門·佩吉                                   | 提名 | [ 63 ] |
| 2011 | 聖路易斯影評人協會獎     | 最佳喜劇片                   | 《我們撞到外星人》                                         | 提名 | [ 64 ] |
| 2011 | 女性影評人協會獎         | 最佳喜劇女演員               | 克莉絲汀·薇格                                              | 提名 | [ 65 ] |
| 2012 | 安妮獎                   | 最佳實景角色動畫             | 麥可·赫爾（Michael Hull）、大衛·洛瑞（David Lowry）                               | 提名 | [ 66 ] |
| 2012 | 視覺效果協會獎           | 真人電影長片中的最佳動畫人物 | 安德斯·比爾（Anders Beer）、朱利安·佛迪（Julian Foddy）、喬迪·強森（Jody Johnson）、大衛·洛瑞 | 提名 | [ 67 ] |
| 2012 | 國際電影音樂評論家協會獎 | 喜劇片最佳原創音樂           | 大衛·阿諾德                                                | 提名 | [ 68 ] |
| 2012 | 喬治獎                   | 特別獎純正電影               | 《我們撞到外星人》                                         | 獲獎 | [ 69 ] |
| 2012 | 喬治獎                   | 年度最佳外國喜劇             | 《我們撞到外星人》                                         | 提名 | [ 69 ] |

## 取消續集
賽門·佩吉曾表示想要推出續集的可能性，名為。2011年6月，佩吉在受訪時表示，雖然他和尼克·佛洛斯特確實已有關於續集的想法，但因在製作《我們撞到外星人》時就花了相當多的時間（光後期製作就花了九個月）及成本，所以他認為該片不太可能推出續集。佩吉認為，格雷格·莫托拉也會同意他製作《我們撞到外星人》的續集，但佩吉也不會讓別人來完成此事。2016年3月底，佛洛斯特在伊迪絲·鮑曼的電台節目上證實，《我們撞到外星人》不會再推出續集。

## 備註
1. ↑  史蒂芬·史匹柏在《回到未來》系列中是擔任執行製片人而非導演。
2. ↑  該原聲帶在英國記作[32]。
3. ↑  該原聲帶在英國記作[32]。
4. ↑  除了《我們撞到外星人》外，薇格也憑《伴娘我最大》而入圍該獎項[65]。

## 外部連結
- 互联网电影数据库（IMDb）上《我們撞到外星人》的资料（英文）
- AllMovie上《我們撞到外星人》的资料（英文）
- Box Office Mojo上《我們撞到外星人》的資料（英文）
- 爛番茄上《我們撞到外星人》的資料（英文）
- Metacritic上《我們撞到外星人》的資料（英文）